# Estação 108 Sul
A Estação 108 Sul é uma das estações do Metrô do Distrito Federal, situada em Brasília, entre a Estação 102 Sul e a Estação 112 Sul. Administrada pela Companhia do Metropolitano do Distrito Federal, faz parte da Linha Verde e da Linha Laranja.
Foi inaugurada em 12 de abril de 2008. Localiza-se no Eixo Rodoviário de Brasília. Atende o bairro Asa Sul, situado na região administrativa de Brasília.

| Oeste ou norte                     |  |               |  | Leste ou Sul            |
| ---------------------------------- |  | ------------- |  | ----------------------- |
| 110 Sul sentido Terminal Samambaia |  | Linha Laranja |  | 106 Sul sentido Central |
| 110 Sul sentido Terminal Ceilândia |  | Linha Verde   |  | 106 Sul sentido Central |
| editar no Wikidata                 |  |               |  |                         |